# クリントン郡 (インディアナ州)

インディアナ州内の位置

クリントン郡（Clinton County）は、アメリカ合衆国インディアナ州に位置する郡である。人口は32,652人（2025年推計）。この名称は第七代ニューヨーク州知事デウィット・クリントンに敬意を表して付けられた。郡庁所在地はフランクフォートである。

## 地理
アメリカ合衆国統計局によると、この郡は総面積1,050 km2 (405 mi2) である。このうち1,049 km2 (375 mi2) が陸地で0 km2 (0 mi2) が水地域である。総面積の0.04%が水地域となっている。

### 隣接する郡
- キャロル郡  (北)
- ハワード郡  (北東)
- ティプトン郡  (東)
- ハミルトン郡  (南東)
- ブーン郡  (南)
- モンゴメリー郡 (南西)
- ティピカヌー郡 (西)

## 人口動静
2000年国勢調査で、この郡は人口33,866人、12,545世帯、及び9,057家族が暮らしている。人口密度は32/km2 (84/mi2) である。13/km2 (33/mi2) の平均的な密度に13,267軒の住居が建っている。この郡の人種的構成は白人94.38%、アフリカン・アメリカン0.30%、先住民0.14%、アジア0.21%、太平洋諸島系0.02%、その他の人種4.18%、及び混血0.77%である。人口の7.32%がヒスパニックまたはラテン系である。
この郡内の住民は27.30%が18歳未満の未成年、18歳以上24歳以下が8.80%、25歳以上44歳以下が28.40%、45歳以上64歳以下が21.10%、及び65歳以上が14.40%にわたっている。中央値年齢は36歳である。女性100人ごとに対して男性は97.30人である。18歳以上の女性100人ごとに対して男性は93.40人である。
この郡の世帯ごとの平均的な収入は40,759米ドルであり、家族ごとの平均的な収入は48,864米ドルである。男性は36,385米ドルに対して女性は24,378米ドルの平均的な収入がある。この郡の一人当たりの収入 (per capita income) は17,862米ドルである。人口の8.60%及び家族の6.30%は貧困線以下である。全人口のうち18歳未満の9.90%及び65歳以上の9.00%は貧困線以下の生活を送っている。

## 都市及び町
- フランクフォート（郡庁所在地）
- ミシガンタウン
- Kirklin
- Colfax
- Mulberry
- Rossville